# Wera Wassiljewna Cholodnaja

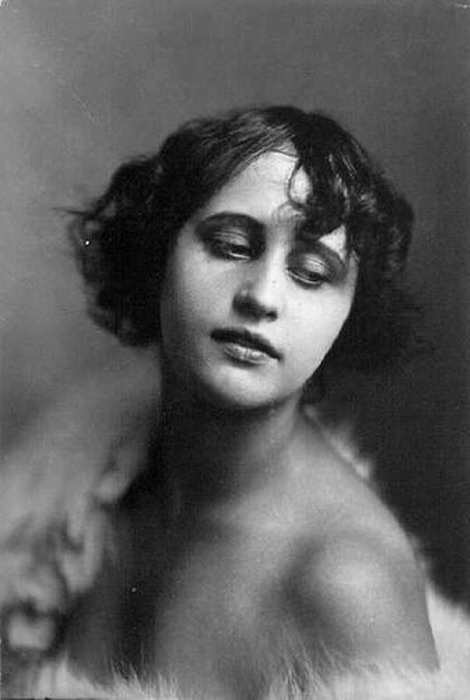
Wera Cholodnaja

Wera Wassiljewna Cholodnaja, geboren als Wera Lewtschenko, (* 5. August 1893 in Poltawa, Russisches Kaiserreich; † 16. Februar 1919 in Odessa, Ukrainische Volksrepublik) war eine russische Schauspielerin, eine der führenden Stars des Kinos im Russischen Kaiserreich.

## Leben

### Die frühen Jahre
Die gebürtige Wera Lewtschenko kam im Alter von zwei Jahren nach Moskau, wo sie einige Jahre später am Bolschoi-Theater eine Ballettausbildung erhielt. Gerade erst 17 Jahre alt, heiratete Lewtschenko den Sportjournalisten und Jurastudenten Wladimir Cholodnij, der sich zu dieser Zeit auch einen Namen als einer der ersten russischen Autorennfahrer gemacht hatte. 1912 wurde beider Tochter Ewgenija geboren, im Jahr darauf adoptierte das Ehepaar ein weiteres Kind.

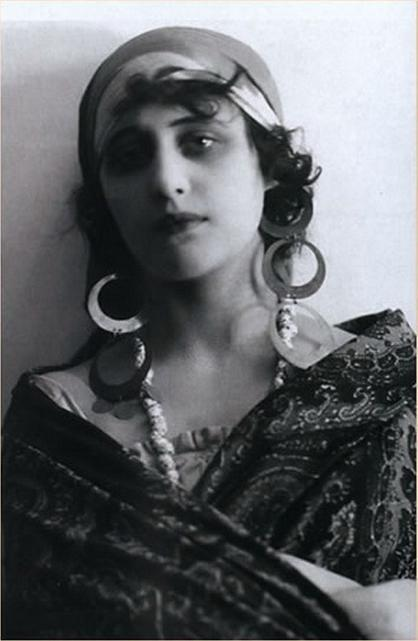
Wera Cholodnaja in einer ihrer Rollen

### Bei Theater und Film

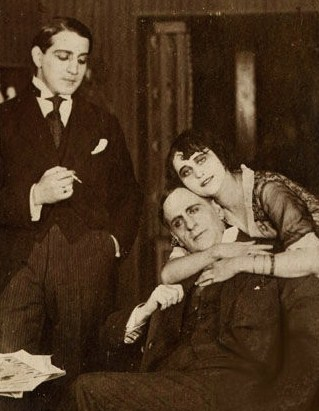
Wera Cholodnaja mit ihren Kollegen Ossip Runitsch (l.) und Iwan Chudoljew (r.)

Bereits 1908, nach einem Theaterbesuch, hatte die 15-Jährige beschlossen, Schauspielerin zu werden. Über den bekannten Regisseur Wladimir Gardin kam Wera Cholodnaja, wie sie sich fortan nannte, 1914 zu ihrer ersten Filmrolle. Als der Regisseur Jewgeni Bauer im darauf folgenden Jahr die Hauptdarstellerin für seinen Film „Pesn Torschestwujuschtschej Ljubwi“ suchte, lernte er Wera Cholodnaja kennen und war von Anbeginn von ihr begeistert. Rasch drehte sie Film auf Film, überwiegend Dramen und Melodramen, in denen sie anfänglich den Schauspielstil von Asta Nielsen imitierte. In jenen schweren Jahren, in denen die russische Bevölkerung stark unter den Entbehrungen litt, die der Erste Weltkrieg ihr auferlegte, avancierte Wera Cholodnaja zu einer der populärsten und angesehensten Filmstars ihrer Zeit.
Besondere Erfolge brachten ihr die Zusammenarbeit mit Bauers Kollegen Pjotr Tschardynin, mit dem sie u. a. die Filme „Miraschi“ (1916), „U kimani“ (1917) und „Moltschi, grust, moltschi“ (1918), allesamt Publikumsmagneten und Kassenfüller, drehte. Mehrfach stand sie auch für Verfilmungen von Werken bedeutender russischer Literaten vor der Kamera, darunter „Der lebende Leichnam“ (Schiwoi trup) von Lew Tolstoi. Als sie in diesem Streifen der bedeutende Theatermacher Konstantin Stanislawski sah, lud er Cholodnaja ein, an das von ihm geleitete Moskauer Künstlertheater zu kommen.

### Das Ende
Zu dieser Zeit, im Winter 1918/19, erkrankte Wera Cholodnaja, die sich dazu entschlossen hatte, Moskau mit seinen bolschewistischen Kulturbürokraten zu verlassen und nach Odessa zu übersiedeln, schwer. Wenig später starb die brünette Künstlerin im Februar 1919 an den Folgen der Spanischen Grippe, die, 1918 ausgebrochen, zu diesem Zeitpunkt auch das von Bürgerkriegswirren erschütterte Russland erfasst hatte. Sie war erst 25 Jahre alt. Aufkommende Gerüchte, denen zufolge der französische Botschafter in Sowjetrussland sie vergiftet haben soll, da er annahm, dass seine Geliebte Wera Cholodnaja ihn im Auftrag der Bolschewiki ausspionierte, können weder belegt noch verifiziert werden.
Cholodnajas Beerdigung 1919 war ein von der Öffentlichkeit mit großer Anteilnahme beachtetes Großereignis, das ihr letzter künstlerischer Wegbegleiter Pjotr Tschardynin auf Zelluloid gebannt hatte.
Ein Großteil von Wera Cholodnajas Filmen – sie drehte in nur vier Jahren über 40 Produktionen – gilt als verloren.

## Filmografie (Auswahl)
- 1914: Anna Karenina
- 1915: Pesn torschestwujuschtschei ljubwi
- 1915: Deti weka
- 1916: Miraschi
- 1916: Schisn sa schisn
- 1917: U kamina
- 1917: Istersannije duschu
- 1917: Tschelowek zwer
- 1918: Moltschi, grust, moltschi
- 1918: Der lebende Leichnam (Schiwoj trup)
- 1918: Posledneje tango
- 1919: Asra
- 1919: Kira Subowa